# Lökmossa
Lökmossa (Stegonia latifolia) är en bladmossart som beskrevs av Gustavo Venturi och Brotherus 1923. Lökmossa ingår i släktet Stegonia och familjen Pottiaceae. Inga underarter finns listade i Catalogue of Life.